# Judith Drews

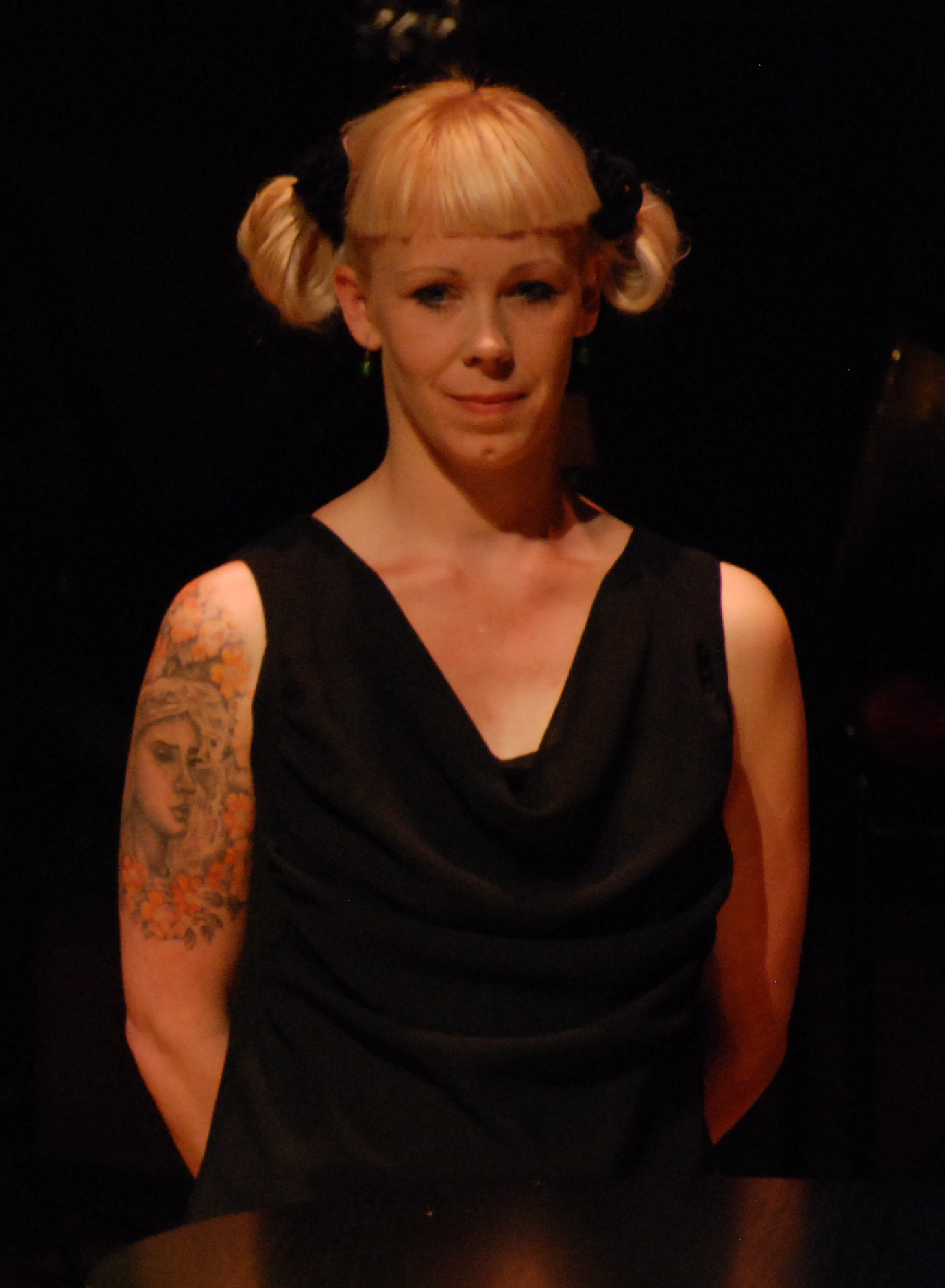
Judith Drews, 2010

Judith Drews (* 1973 in Heide) ist eine deutsche Designerin, Illustratorin und Autorin von Kinderbüchern.

## Leben
Judith Drews studierte an der Hochschule für Angewandte Wissenschaften in Hamburg Design mit dem Schwerpunkt Illustration und war Stipendiatin der Friedrich-Ebert-Stiftung.
Sie lebt und arbeitet als Illustratorin und Autorin in Berlin. Judith Drews unterrichtet an Hochschulen und Akademien Kinder- und Jugendbuchillustration sowie visuelle Grundlagen auf Deutsch und Englisch.
Judith Drews war von 2006 bis 2010 als Vorstandsmitglied der Illustratoren Organisation tätig und von 2008 bis 2014 als Mitglied des Nominating Body der Illustratoren Organisation für den weltgrößten Kinder- und Jugendliteraturpreis dem ALMA Astrid-Lindgren-Gedächtnis-Preis.
Seit 2012 gehört Judith Drews der Jury der Stiftung Lesen und seit 2023 dem Haikuh Gremium für Kinderlyrik an.
Seit 2008 erscheinen von ihr Bilderbücher, die national / international vielfach ausgezeichnet und in viele Sprachen übersetzt wurden.
2025 gründete sie the picture book class als Hilfe für Personen die Bilderbücher schreiben.

## Werke
Illustrationen und Text
- Antons ganze Welt. Beltz & Gelberg[5] (deutsch, norwegisch, finnisch) 2010, 2017, ISBN 978-3-407-82315-1.
- Anton muss mal. Beltz & Gelberg (deutsch, chinesisch) 2010, ISBN 978-3-407-79420-8.
- Anton turnt herum. Beltz & Gelberg (deutsch, chinesisch) 2010, ISBN 978-3-407-79421-5.
- Berlin Wimmelbuch. Ausbruch aus dem Zoo. Wimmelbuchverlag (deutsch, dänisch, koreanisch) 2010, ISBN 978-3-942491-00-6.
- Anton ist krank. Beltz & Gelberg (deutsch, chinesisch, norwegisch, finnisch) 2011, ISBN 978-3-407-79427-7.
- Anton findet was. Beltz & Gelberg (deutsch, chinesisch) 2011, ISBN 978-3-407-79428-4.
- Antons erste Wörter. Beltz & Gelberg (deutsch) 2011, ISBN 978-3-407-79440-6.
- Stockholm Vimmelboken. Lilla Piratförlaget (schwedisch, deutsch, polnisch) 2013, ISBN 978-91-87027-27-7
- Die große Zoo-Parade. Kleine Gestalten (deutsch, englisch, kanadisch) 2014, ISBN 978-3-89955-713-8.
- Meine Kindergartenfreunde. Ars Edition (deutsch) 2014
- Das kleine Buch der großen Gefühle. Ars Edition (deutsch) 2014, ISBN 978-3-8458-0029-5.
- London Wimmelbuch. Adrian & Wimmelbuchverlag (deutsch, französisch, koreanisch, spanisch & katalanisch) 2015, ISBN 978-3-942491-49-5.
- Paris Wimmelbuch. Adrian & Wimmelbuchverlag (deutsch, französisch,  koreanisch, spanisch & katalanisch) 2015, ISBN 978-3-942491-52-5.
- Draußen – Mein Naturbuch. Jacoby & Stuart (deutsch, niederländisch, litauisch) 2015, ISBN 978-3-942787-63-5.
- Berlin Malbuch. Adrian & Wimmelbuchverlag (deutsch) 2015, ISBN 978-3-942491-60-0.
- Mein erstes Berlin-Buch. Wimmelbuchverlag (deutsch) 2016, ISBN 978-3-942491-61-7.
- Barcelona Adrian & Wimmelbuch. Wimmelbuchverlag (deutsch, spanisch & katalanisch) 2016, ISBN 978-3-942491-77-8.
- Helme. Beltz & Gelberg (deutsch) 2018, ISBN 978-3-407-75415-8.
- Hamburg Wimmelbuch. Adrian & Wimmelbuchverlag (deutsch, chinesisch) 2018, ISBN 978-3-942491-94-5.
- Hello Lilac – good morning yellow. Prestel (deutsch, englisch) 2018/2019, ISBN 978-3-7913-7351-5.
- 100 Sachen draußen machen. Jacoby & Stuart (deutsch) 2020, ISBN 978-3-96428-054-1.
- Drews Tierleben. Jacoby & Stuart (deutsch) 2020, ISBN 978-3-96428-067-1.
- Die Einhorn Enzyklopädie. Jacoby & Stuart (deutsch) 2021[6], ISBN 978-3-96428-085-5.
- Nu ska Ella rita. Lilla Piratförlaget (schwedisch) 2021, ISBN 978-91-7813-279-9.
- Mielikki – Das Mädchen aus dem Wald. Jacoby & Stuart (deutsch, französisch) 2022, ISBN 978-3-96428-127-2.
- Die 17 Ziele der UN für eine bessere Welt. Jacoby & Stuart (deutsch, UK, US, chinesisch) 2023, ISBN 978-3-96428-158-6.
- Unser Tag im Wald. Jacoby & Stuart (deutsch, russisch) 2023, ISBN 978-3-96428-182-1.
- Unsere Baumfreunde. Coppenrath Verlag (deutsch, dänisch) 2024
- Unsere Bienenfreunde. Coppenrath Verlag (deutsch, dänisch) 2024
- Und wie wohnst du?.w Jacoby & Stuart (deutsch) 2024
- Es geht um die Kinder – die neue Konferenz der Tiere. Jacoby & Stuart (deutsch) 2024

Illustrationen
- Mr. Mac‘s Bad Rabbits (Text: Simon Puttock). Boxer Book Ltd. (UK, US, CAN) 2008, ISBN 978-1-905417-86-5.
- Dr. Bobo, Editions Tourbillon (F) 2009, ISBN 978-2-84801-430-2.
- Emil besucht van Gogh (Text: Nina Zimmer). Nicolai Verlag (D) 2009, ISBN 978-3-89479-521-4.
- Mais qui est donc Oscar?. Editions Tourbillon (F) 2009, ISBN 978-2-84801-449-4.
- Freunde, Eltern, Lehrer und andere Probleme: Der Ratgeber für Kinder. (Text: Anke Leitzgen, Angela Schuh), dtv Reihe Hanser 2009, ISBN 978-3-423-62417-6.
- Baba la baleine. Editions Tourbillon (F) 2010, ISBN 978-2-84801-541-5.
- Vom Himmel hoch (Text: Martin Luther). Edition Chrismon (D) 2010, ISBN 978-3-86921-042-1.
- Stromausfall im Bauhaus (Text: Silke Opitz). Verlag der Bauhaus-Universität Weimar (D) 2011, ISBN 978-3-86068-433-7.
- Mes premiers Jeux de l'oie. Editions Tourbillon (F, I, PT) 2011, ISBN 978-2-84801-623-8.
- Carly (Text: Hannes Kreuziger). Carlsen Verlag PIXI (D, Mazedonien, Kosovo ) 2011.
- MGH Wimmelbuch (Gemeinschaftsarbeit mit Andrea Peter). Scholz & Friends / Bundesministerium für Familie (D) 2011.
- Hatschi (Text: Cally Stronk). Nord Süd Verlag (CH, F, DK, Korea) 2011, ISBN 978-3-314-10038-3.
- Mimi Maus (Text: Cally Stronk). Carlsen Verlag PIXI (D) 2011.
- Alles Farbe! (Atelier Flora Projekt). Beltz & Gelberg (D) 2012, ISBN 978-3-407-79455-0.
- Lily loves (Text: Kai Lüftner). Simplyreadbooks (CAN/US) 2012, ISBN 978-1-77229-043-1.
- Emma und der verrückte Traktor (Text: Hannes Kreuziger). Carlsen PIXI (D, NL) 2012, ISBN 978-3-551-05006-9.
- Willkommen im Zoo! (Text: Cally Stronk). Beltz & Gelberg (D) 2012, ISBN 978-3-407-79473-4.
- Die weltbeste Lilli (Text: Kai Lüftner). Gerstenberg Verlag (D) 2012, ISBN 978-3-8369-5413-6.
- Achtung, Milchpiraten! (Text: Kai Lüftner). Bloomsbury (D) 2012, ISBN 978-3-8270-5516-3.
- Meine Gartenwerkstatt (Text: Anke Leitzgen). Gerstenberg Verlag (D,NL) 2013, ISBN 978-3-8369-5433-4.
- Teddy findet einen Freund (Text: Lisa Golze). Arena Verlag[7] (D) 2013, ISBN 978-3-401-70105-9.
- Stell die Welt auf den Kopf (Atelier Flora Projekt). Beltz & Gelberg (D) 2013, ISBN 978-3-407-79530-4.
- Achtung, Milchpiraten! Rache für Rosa! (Text: Kai Lüftner). Ars Edition (D) 2013, ISBN 978-3-86231-287-0
- Das Buch der Verwandlungen (Atelier Flora Projekt). Beltz & Gelberg (D) 2014, ISBN 978-3-407-79570-0
- Mimi Maus und der Osterhase (Text: Cally Stronk). Carlsen Verlag PIXI (D) 2014.
- Oh, la, la, wer pupst denn da? (Text: Sandra Grimm). Ars Edition (D) 2014, ISBN 978-3-7607-9955-1.
- Coppenraths Spieleklassiker. Die schönsten Murmelspiele  Coppenrath Verlag (D) 2014.
- Coppenraths Spieleklassiker. Die schönsten Kartenspiele (Text: Franziska Lange). Coppenrath Verlag (D) 2014.
- Coppenraths Spieleklassiker. Die schönsten Spiele mit dem Seil  (Text: Marianne Loibl, Detlef Patz). Coppenrath Verlag (D) 2014.
- Coppenraths Spieleklassiker. Die schönsten Würfelspiele (Text: Ute Eichler, Siggi Herder). Coppenrath Verlag (D) 2014.
- Jette erst recht! (Text: Fee Krämer). Sauerländer 2015, ISBN 978-3-7373-5242-0.
- Jette oder nie! (Text: Fee Krämer). Sauerländer 2016, ISBN 978-3-7373-5243-7.
- Unsere großartige Familie (Atelier Flora Projekt). Duden (D) 2020, ISBN 978-3-411-75652-0.
- ABC im Zauberwald (Atelier Flora Projekt). Duden (D) 2021, ISBN 978-3-411-76210-1.
- Klimaheldinnen & Ökopioniere (Text: Ute Scheub). Jacoby & Stuart (D) 2022, ISBN 978-3-96428-152-4.
- PIXI Vom Himmel hoch (Text: Martin Luther).Carlsen Verlag PIXI (D) 2023

## Arbeiten (Auswahl)
- Grimm, Gestalten 2003
- Illusive I+II+III, Gestalten 2005/07/09
- Designed to help, Gestalten 2005
- Tres Logos, Los Logos 4, Gestalten 2006/08
- Die kleine große Brigitte, Random House 2007
- Zeixs Illustration, Feierabend Unique Books 2007
- Juegos Tradicionales, Revista Colectiva (Costa Rica) 2007
- Illustration, LST (China) 2008
- Zeixs T-Shirts & CMYK, Feierabend Unique Books (D) 2008
- Color Ink Book, The Brothers washburn (US) 2008
- dpi Magazin, (Taiwan) 2008 - 2013
- Mail me art, How Books (UK) 2009
- Play all day, Gestalten 2009
- Growing Graphics, Indexbooks (E) 2009
- Mail me art, How Books (UK) 2010
- Basic Brochures, Indexbooks (E) 2011
- Little big books, Gestalten 2012
- 3x3 magazine, (US) 2013
- Das Beste von Allem, Aladin Verlag (D, I) 2015
- Willkommen, Fischer Verlag 2015
- Mein allerbestes ABC, Aladin Verlag 2017
- Pixi Ostergeschichten, Carlsen 2018
- Migration, Otter Barry Books (UK) 2019
- ...und dann?, Verlag Hermann Schmidt 2022 / 2024

## Auszeichnungen
- 2006: Förderpreis für junge Buchgestalter Stiftung Buchkunst[8] für Emil.
- 2006, 2007, 2010, 2012: Merit Awards des 3x3 magazine in NY.
- 2008: Gewinner bei Die 100 besten Plakate des Jahres.
- 2009: Nominierung für den Designpreis der Bundesrepublik Deutschland
- 2010: Gewinner bei Creative Quarterly in NY.
- 2011: Selected Illustrator bei der Bologna Children’s Book Fair in Italien.
- 2012: Bronze beim Clio Awards in NY für die „Panasonic Nature Lamp“, Einreicher: Scholz & Friends Berlin, Beteiligung als Illustratorin.
- 2012: Silber beim Art Directors Club Deutschland für die „Panasonic Nature Lamp“, Einreicher: Scholz & Friends Berlin, Beteiligung als Illustratorin.
- 2012: Gold beim Art Directors Club Europa für die „Panasonic Nature Lamp“, Einreicher: Scholz & Friends Berlin, Beteiligung als Illustratorin.
- 2012: Silber beim LIA London für die „Panasonic Nature Lamp“, Einreicher: Scholz & Friends Berlin, Beteiligung als Illustratorin.
- 2013: Silber beim Alcuin Book Design Award in Kanada mit „Lily loves“, Simplyreadbooks 2013
- 2013: The White Ravens für das Atelier Flora Gemeinschaftsbuchprojekt „Alles Farbe!“, Beltz & Gelberg
- 2014: Merit Award bei Creative Quarterly in NY
- 2014: „Die schönsten Bücher 2013“ Shortlist
- 2015: Cheltenham Illustration Award, UK
- 2015: Ausgewählt für die Bologna Bookfair Exhibition 2016 – Guest of Honor Germany (Ehrengast aus Deutschland)
- 2016: Gewinner bei Creative Quarterly in NY
- 2017: Silent Book Contest Longlist, Italien
- 2020: Selected International Poster Biennial, Mexico
- 2020: Wissenschaftsbuch des Jahres 2021, Longlist
- 2021: Förderung der VG Bildkunst Stiftung Kulturwerk // Neustart Kultur
- 2022: „Drei für unsere Erde“ der AKJ
- 2022: Luxembourg Art Prize[9] 2022, Special Mention
- 2023: The Braw Amazing Bookshelf, Bologna Ragazzi Award 2023, Selected
- 2023: „Drei für unsere Erde“ der AKJ
- 2023: Projektförderung der VG Bildkunst Stiftung Kulturwerk
- 2024: Finalistin – Prix IBBY Belgique francophone